# Dorival Souza Barreto Júnior
Dorival Souza Barreto Júnior (Jequié, 10 de março de 1964) é um prelado da Igreja Católica brasileiro, desde 2025 é bispo da Diocese de Januária.

## Biografia
Concluiu os estudos de Filosofia na Universidade Católica do Salvador (1981-1983) e de Teologia no Instituto Superior de Teologia da Arquidiocese de São Sebastião do Rio de Janeiro-RJ (1984-1987). Posteriormente, estudou em Roma, onde obteve a Licenciatura em Liturgia pelo Pontifício Ateneu de Santo Anselmo (1992-1995) e o Doutorado em Teologia pela Pontifícia Universidade Gregoriana (2000-2002). Além disso, fez especialização em Filologia na Pontifícia Universidade Católica de Minas Gerais em Belo Horizonte (2009-2011).
Foi ordenado diácono em 19 de julho de 1987 por Dom Geraldo Majela de Castro, O.Præm. Foi ordenado padre em 10 de janeiro de 1988 por Dom José Alves de Sà Trindade, incardinando-se na Arquidiocese de Montes Claros, onde exerceu as seguintes funções: Vigário Paroquial de São João Batista em Montes Claros-MG (1988) e do Senhor do Bonfim em Engenheiro Navarro-MG (1988-1990); Pároco de Nossa Senhora da Consolação em Montes Claros-MG (1990-1992); Administrador de Freguesia de Santo Antônio da Boa Vista em São João da Ponte-MG (1992); Chanceler da Cúria Arquidiocesana (1990-1992; 1996-2006); Pároco da Catedral Metropolitana de Nossa Senhora Aparecida (2008-2013); ecônomo arquidiocesano; Membro do Conselho de Economia, do Conselho Presbiteral, do Colégio dos Consultores e do Conselho Pastoral.
Até o momento de sua nomeação episcopal, foi Professor de Liturgia no Seminário Arquidiocesano de Montes Claros e no Seminário Arquidiocesano de Diamantina, Professor de Língua e Cultura Latinas da Universidade Estadual de Montes Claros (UNIMONTES); Coordenador da Comissão Arquidiocesana de Arte Sacra e Patrimônio Cultural; Vice-Chanceler e Vigário Forâneo. Desde 2013 é Pároco de Nossa Senhora da Conceição e São José em Montes Claros.
O Papa Francisco em 4 de novembro de 2020 o nomeou bispo auxiliar de São Salvador da Bahia e foi consagrado como bispo titular de Tíndaris, em 3 de janeiro de 2021, na Igreja de Nossa Senhora da Conceição e São José de Montes Claros. Cardeal Dom Sérgio da Rocha, Arcebispo de São Salvador da Bahia e Primaz do Brasil foi o ordenante principal desta celebração, coadjuvado por Dom João Justino de Medeiros Silva, Arcebispo Metropolitano de Montes Claros e Dom José Ruy Gonçalves Lopes, OFMCap, Bispo Diocesano de Caruaru.
Em 18 de junho de 2025 foi nomeado pelo Papa Leão XIV como Bispo de Januária